# Фандли, Юрай
Юрай Фандли (словац. Juraj или Durko Fàndli, Fandly, Fandl; 21 октября  1750, дер. Часта Венгерское королевство (ныне района Пезинок, Братиславского края Словакии) — 7 марта 1811, дер. Доляны, Венгерское королевство (ныне района Пезинок, Братиславского края Словакии)) — словацкий писатель-моралист и историк, поэт, учёный-энтомолог. Католический священник. Народный будитель.

## Биография
Сын бедного ремесленника. Рано потерял отца, после чего вместе с матерью перебрался в село Доляны. Здесь окончил начальную школу. В 1766—1767 годах учился в гимназии пиаристов г. Свети-Юр, затем, в 1771—1773 годах изучал теологию в Буде и с 1773 года — в Трнаве. Из-за слабого здоровья он не был принят в религиозный орден о чём мечтал. В 1776 году был рукоположен и стал с 1780 года служить капелланом в Сегеде. Затем был сельским священником (1780—1807). Его приход был самым бедным в округе. Люди голодали. Ю. Фандли в таких сложных условиях проделал большую работу. Он стал инициатором создания мануфактуры в Шаштин-Страже, научил бедных прихожан прясть изделия для получения средств для борьбы с голодом. Был врачом. Прилагал большие усилия для борьбы с примитивным уровнем обработки почвы крестьянами. Его работа в этом направлении нашла отражение в его произведениях.
Последние годы провёл в деревне Доляны, где занимался литературным творчеством.

## Общественная и литературная деятельность

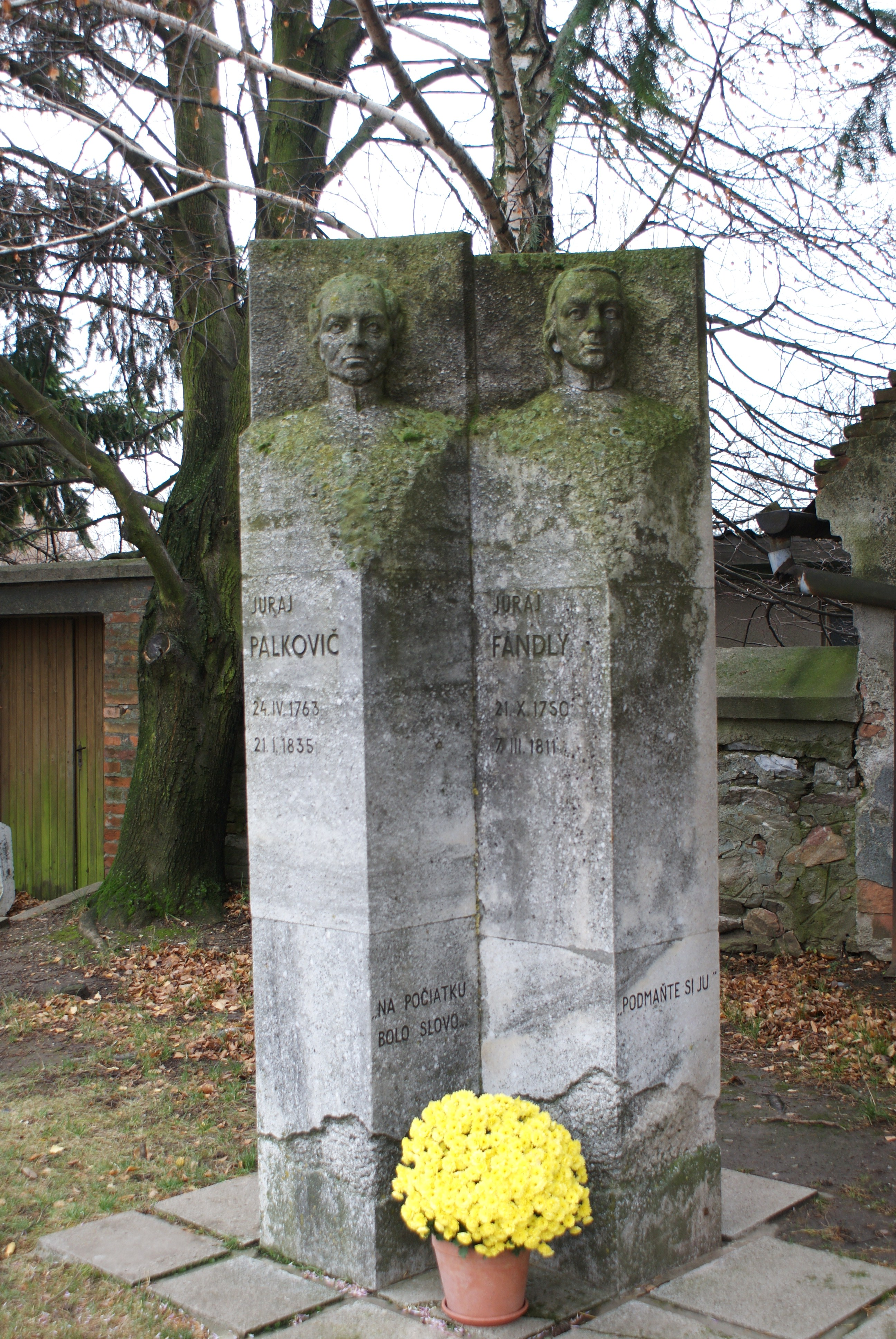
Памятник Ю. Фандли и Ю. Палковичу в дер. Доляны

Работал секретарём в Словацком учёном товариществе (1792), главной целью которого было организовать и возглавить национальное движение, а также помогать интеллигенции вести воспитательную, образовательную и информационно-просветительскую деятельность.
Один из ведущих писателей словацкого Просвещения. Горячий народолюбец и плодовитый писатель, Ю. Фандли был одним из самых пламенных приверженцев А. Бернолака..Один из самых активных членов первого поколения движения Бернолаковцев.
Популяризатор сельскохозяйственных знаний, гигиены, национальной истории. Создал несколько обучающих книг для народа в области хозяйственной деятельности: «Исполнительный домашний хозяин и земледелец» (4 тома, 1792—1810 годы), «Словацкий пчеловод» (1802 год). В них, кроме утилитарных сведений, проводится мысль о необходимости соблюдения высоких моральных принципов. Автор стремился воспитать у читателей чувство национального и человеческого достоинства.
Фандли пытался приблизить стиль повествования к разговорной речи, сделать свои книги доступными и интересными. В его произведениях нередки стихотворные вставки собственного авторства.
Дидактическая поэзия Фандли, ориентирована на классические нормы на основе идей Руссо о возвращении к природе.
Также, в составил в 1793 году «Краткую историю словацкого народа».

## Избранные труды
- «Duvernà zmluva medzi mníchom a diablom o prvnich počátkách, o starodávnich a včulejších premenách reholníckych» (Пресбург, 1789);
- «Pilny domajši a polni hospodar» (1792—1800);
- «Prihodné a svàtečné kázne» (1795—1796).